# Carthage
Carthage (tiếng Phoenicia: 𐤒𐤓𐤕𐤇𐤃𐤔𐤕, Qart-ḥadašt, "Thành phố mới" ; tiếng Hy Lạp cổ: Καρχηδών, Karkhēdōn ; tiếng Latinh: Carthāgō ; tiếng Ả Rập: قرطاج, Qarṭāj) là một trung tâm và thành phố thủ đô cổ của nền Văn minh Carthage, phía đông hồ Tunis, ngày nay là khu vực ngoại ô Tunis, thủ đô của Tunisia. Carthage được coi là trung tâm thương mại quan trọng nhất của Địa Trung Hải cổ đại và được cho là một trong những thành phố giàu có bậc nhất Thế giới cổ đại.
Thành phố này phát triển từ một thuộc địa của Phoenicia trở thành thủ đô của Đế chế Punic thống trị phần lớn tây nam Địa Trung Hải trong thiên niên kỷ thứ nhất trước Công nguyên. Nữ hoàng Dido huyền thoại được coi là người gây dựng lên thành phố, mặc dù lịch sử về sự tồn tại của bà bị nghi ngờ. Theo các tác phẩm của Timaeus của Taormina, bà đã mua đất từ một bộ lạc địa phương khu vực đất có nhiều nhất có thể được bao quanh bởi một tấm da bò. Bà đã cắt da bò thành từng dải, đưa ra yêu sách của mình và thành lập một đế chế, thông qua phát động Chiến tranh Punic khiến Carthage trở thành hiểm họa hiện hữu duy nhất của Rome lúc bấy giờ, cho đến khi người Vandal xuất hiện sau đó vài thế kỷ.
Thành phố sau đó bị phá hủy bởi Cộng hòa La Mã trong cuộc chiến tranh Punic lần thứ ba vào năm 146 trước Công Nguyên, sau đó tái phát triển với tên gọi Carthage La Mã để trở thành thành phố chính của La Mã ở tỉnh Châu Phi. Carthage sau đó bị cướp bóc và phá hủy bởi Omeyyad và một lần nữa trong Trận Carthage năm 698 nhằm ngăn không cho Đế quốc Đông La Mã chiếm lại. Nó vẫn bị chiếm đóng trong thời kỳ Hồi giáo và được người Hồi giáo sử dụng như một pháo đài cho đến thời kỳ Hafsid, khi Thập tự chinh thứ tám chiếm giữ thành phố và tàn sát cư dân. Hafsid đã quyết định phá hủy hệ thống phòng thủ của thành phố để nó không thể được sử dụng làm căn cứ bởi một thế lực thù địch nào nữa. Và nó tiếp tục tồn tại như là một giám mục.
Thuật ngữ Punic bắt nguồn từ tiếng Latin Punicus (hoặc Poenicus), có nghĩa là "người Carthage", và ám chỉ đến tổ tiên người Phoenicia của người Carthage. Tính từ tiếng Latinh pūnicus được phản ánh trong tiếng Anh trong một số từ vay mượn từ tiếng Latinh—đặc biệt là Chiến tranh Punic và tiếng Punic.

## Địa thế

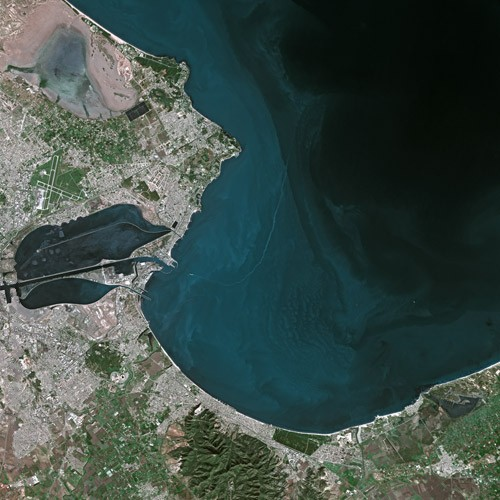
Vùng Carthago nhìn từ vệ tinh Spot

Carthage đã được xây dựng trên một mũi đất cùng với một con lạch nhỏ hướng ra biển ở phía bắc và nam. Địa điểm của thành phố làm cho nó trở thành trung tâm của buôn bán đường biển của Địa Trung Hải. Tất cả các tàu thuyền qua biển đã phải vượt qua giữa Sicilia và bờ biển của Tunisia, nơi Carthage được xây dựng, tạo điều kiện cho nó trở thành thế lực hùng mạnh và quyền lực.
Hai hải cảng nhân tạo lớn được xây dựng trong phạm vi thành phố, một cảng là nơi trú ẩn của hạm đội tàu chiến gồm 220 tàu và một dành cho việc buôn bán. Một bức tường thành được xây dựng để bao bọc cả hai cảng.
Thành phố được bao bọc bởi tường thành 23 dặm (37 km) chiều dài, dài hơn tường thành của các thành phố được so sánh khác. Hầu hết các bức tường được đặt trên bờ và vì vậy ít gây được chú trọng vì người Carthage kiểm soát biển, tiến hành các cuộc tấn công từ hướng đó là khó khăn. Khoảng 2,5 -3 dặm (4-4,8 km) của tường trên eo đất tới phía tây là thực sự lớn và trong thực tế đã không bao giờ bị xâm nhập.
Thành phố có một khu nghĩa trang rất lớn, khu vực tôn giáo, khu vực chợ, hội đồng thành phố, tháp canh và một nhà hát và được chia thành bốn khu vực dân cư với cùng một bố cục. Ở trung tâm thành phố là một pháo đài gọi là Byrsa. Nó là một trong những thành phố lớn nhất trong thời đại Hy Lạp hóa (theo một số ước tính chỉ Alexandria là lớn hơn) và là một trong những thành phố lớn nhất trước thời kì công nghiệp.

## Lịch sử

### Lịch sử thành lập

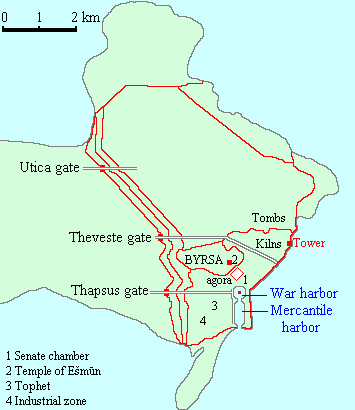
Bức tường thành của thành phố.

Nghiên cứu lịch sử của Carthago là một vấn đề do dấu tích văn hóa và các tài liệu cổ đã bị tiêu hủy bởi người La Mã ở cuối cuộc Chiến tranh Punic lần thứ ba, rất ít nguồn còn sót lại về lịch sử của người Carthago. Còn rất ít những bản dịch cổ về Punic bởi người Hy Lạp và La Mã và từ những chữ khắc trên đài kỷ niệm và các tòa nhà được phát hiện ở Bắc Phi. Các nguồn khảo cổ học chính là sử học Hy Lạp và La Mã bao gồm Livy, Polybius, Appian, Cornelius Nepos,Silius italicus, Plutarch, Dio Cassius và Herodotus. Những nhà văn, nhà sử học này thuộc các dân tộc thường cạnh tranh, và có những cuộc xung đột với Carthago. Những thành phố Hy Lạp cạnh tranh với Carthago vì Sicilia, và những người La Mã đã chiến đấu trong ba cuộc chiến tranh chống lại Carthago. Không ngạc nhiên khi mà các tài liệu của họ chứa những thông tin thù địch trong khi lại có rất ít tác phẩm Hy Lạp phản bác. Hầu hết những tác phẩm dạng này thường đã biến mất.

#### Nữ hoàng Elissa (Dido)
Nữ hoàng Elissa (còn được gọi là "Alissar", theo tiếng Ả Rập và tên [6] اليسار cũng اليسا và عليسا), sau này còn được gọi là Dido, là người khai quốc Carthago. Vào thời kì đỉnh cao, kinh đô của bà được gọi là "thành phố Mặt Trời" thống trị hơn 300 đô thị khác của miền tây Địa Trung Hải, và lãnh đạo thế giới Phoenici (hoặc Punic).
Theo Justinus, Elissa là một công chúa xứ Týros. Bà là con gái của vua Matten xứ Týros (còn được gọi là Muttoial hay Belus II). Khi ông mất, ngai vàng đã được truyền lại cho cả bà và em trai bà là vua Pygmalion. Bà đã lập gia đình với chú của mình là Acherbas (còn được gọi là Sychaeus), một giáo sĩ tối cao phụng sự tại miếu thờ thần Melqart, là người giàu có và nắm đại quyền trong tay. Điều này đã dẫn đến sự xung đột giữa nhà vua và tôn giáo. Pygmalion là một bạo chúa, ham thích vàng bạc và mưu mô, ông ta luôn luôn mong muốn chiếm đoạt tài sản và quyền lực của Acherbas. Pygmalion đã ám sát Acherbas trong miếu thờ và lừa dối về cái chết của người chồng của chị mình trong một thời gian dài.
Dưới ách thống trị hà khắc của Pygmalion, người dân Týros kêu la về sự độc đoán của vị bạo quân và gây nên mâu thuẫn trong nội bộ Hoàng tộc. Sau khi hiểu được rằng Pygmalion đàn áp nhân dân, muốn cô lập mình và thậm chí còn định sát hại mình để độc chiếm ngai vàng, Elissa chạy trốn khỏi Týros để thoát khỏi bàn tay tàn nhẫn của em trai mình. Cùng đi với bà có nhiều người dân Týros không muốn ở lại quê hương để mà tiếp tục bị bạo chúa đè đầu cưỡi cổ.

#### Dido qua sử thi Aeneid của Virgil
Bộ sử thi Aeneid của nhà thi hào La Mã Virgil, mở đầu với lời ca ngợi công đức cao cả của Nữ hoàng Dido (tên Hy Lạp của nữ hoàng Elissa). Chỉ trong vòng bảy năm, kể từ khi người Carthago di trú khỏi Týros, bà hoàn tất quá trình gầy dựng thành Carthago.
Virgil nhận xét bà là một Nữ hoàng có nhân cách cao quý, bà cho phép Hoàng tử Aeneas thành Troia tỵ nạn với những chiến binh của mình, sau khi Troia bị người Hy Lạp xâm chiến. Thấy Dido đem lòng yêu Aeneas, Thần vương Jupiter sai Mercury - vị sứ giả của Thần vương - đến khuyên can Aeneas rằng chàng không được ở lại Carthago mà phải từ bỏ tình yêu của mình, phải lên thuyền tới Ý để lập nên thành La Mã. Virgil kết thúc bộ sử thi này với đoạn Aeneas từ chối tình yêu của Dido, làm cho trái tim của bà bị tan vỡ. Bà đã ra lệnh cho xây dựng một giàn thiêu nơi bà ngã xuống thanh gươm của Aeneas.

### Cộng hòa Carthago
Xem thêm: Cộng hòa Carthago

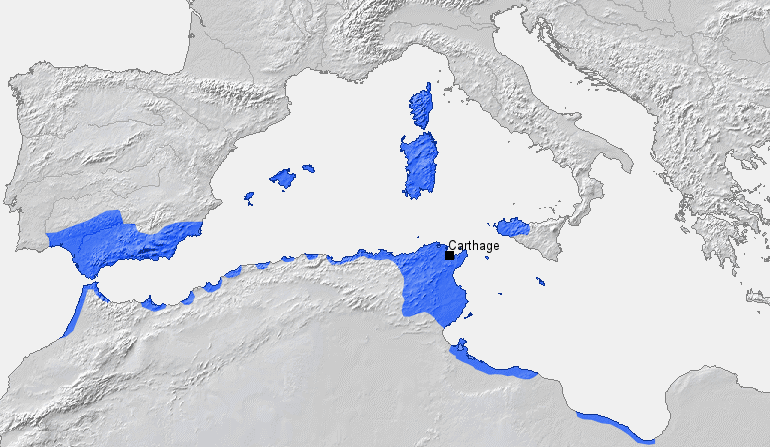
Đế quốc Carthago vào thế kỉ thứ 3 TCN

Cộng hoà Carthago là một trong những quốc gia lâu đời nhất và hùng mạnh nhất trong thế giới Địa Trung Hải cổ đại. Các thư tịch cổ còn sót lại đến này kể về những cuộc chiến với xứ Syracuse và Cộng hòa La Mã, với kết quả là chiến bại kèm theo sự cáo chung của Nhà nước cổ đại Carthago trong cuộc chiến tranh Punic lần 3.

## Quân đội
Bài chi tiết: Lực lượng quân đội Carthago
Theo Polybius, Carthago dựa rất nhiều, mặc dù không độc quyền, vào lính đánh thuê nước ngoài đặc biệt là trong chiến tranh ở nước ngoài. Cốt lõi của quân đội của nó là từ bắc phi (dân tộc Libya và người Numidia, cũng như "Liby-Phoenicia" - Punics). Các binh sĩ đã được hỗ trợ bởi lính đánh thuê từ các nhóm dân tộc khác nhau, trải dài trên khắp Địa Trung Hải, những người chiến đấu tại các đơn vị của chính quốc gia họ. Người Celt, Balearic, và Iberia đặc biệt chiếm ưu thế hơn cả. Sau cuộc chinh phục của nhà Barca ở bán đảo Iberia, lính Iberia thậm chí còn đông hơn người Carthago. Carthago có trên chiến trường một lực lượng kị binh rất ghê gớm, đặc biệt là ở châu Phi, quê hương của nó. Một lực lượng quan trọng trong đó là kị binh nhẹ của Numidia. Một loại quân khác được sử dụng là những con voi chiến bắc Phi đã tuyệt chủng. Chúng được đào tạo cho chiến tranh và được sử dụng để phổ biến cho các cuộc tấn công mặt trước hoặc như chống lại sự tấn công của kị binh. Một đội quân có thể được trang bị tới hàng trăm con voi hoang dã như vậy, nhưng trong các văn bản cổ xưa thì chỉ có ít hơn một trăm được triển khai. Những người quản tượng được trang bị giáo và búa để giết voi nếu chúng quay ngược trở lại về phía quân đội của mình.

## Hải quân

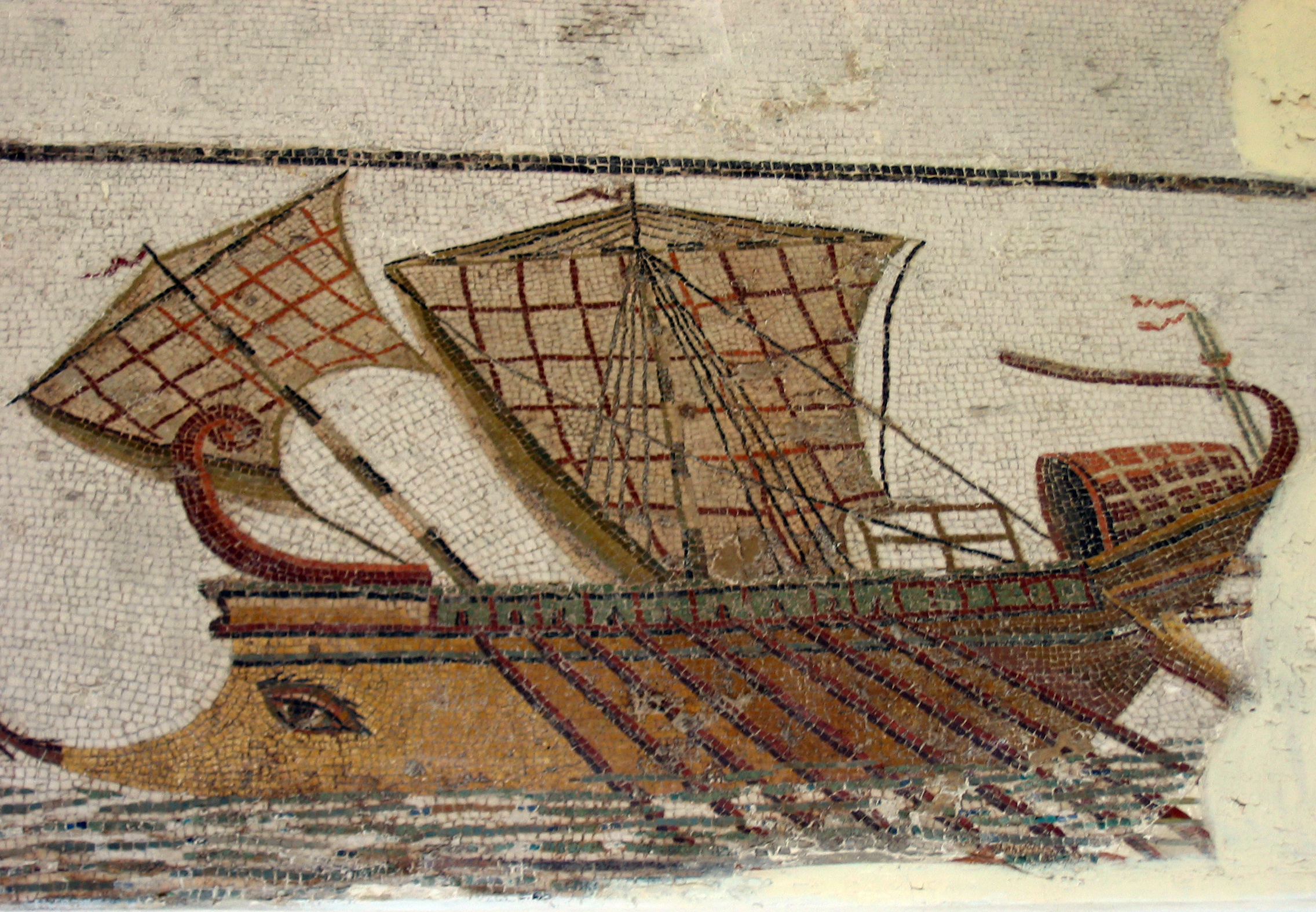
Tranh khảm thời La Mã một tàu chiến trireme từ Carthage, Bảo tàng Bardo, Tunis

Hải quân của Carthago là một trong những hạm đội lớn nhất tại Địa Trung Hải, sử dụng một quy trình đóng hàng loạt để duy trì số lượng lớn với chi phí vừa phải. Các thủy thủ và thủy quân lục chiến của hải quân Carthago được tuyển dụng chủ yếu từ các công dân Punic, không giống như nhiều quốc gia đồng minh và quân lính đánh thuê của quân đội Carthago. Hải quân cung cấp một nghề nghiệp ổn định và đảm bảo tiền lương cho các thủy thủ của nó. Điều này đã giúp góp phần ổn định chính trị của thành phố, làm giảm bớt tình trạng thất nghiệp.
Polybius đã viết trong cuốn sách thứ sáu của tác phẩm "Lịch sử" của mình rằng người Carthago "đã tham gia trong hải quân nhiều hơn bất cứ dân tộc nào khác". Hạm đội của họ có từ 300-350 tàu. Người La Mã, những người có ít kinh nghiệm trong chiến tranh hải quân trước khi Chiến tranh Punic lần thứ nhất nổ ra, cuối cùng đã cố gắng để đánh bại người Carthago bằng cách sử dụng nhiều mánh khóe để chiếm giữ tàu của họ: tuyển dụng của các thủy thủ Hy Lạp có kinh nghiệm từ thành phần các thành phố bị họ chinh phục.

## Sụp đổ
Trận Carthago vào năm 146 trước Công Nguyên đã dứt điểm cuộc Chiến tranh Punic lần thứ ba và cũng kết liễu hoàn toàn sự tồn tại của Nhà nước cổ đại Carthago. Trong ba cuộc Chiến tranh Punic, quân La Mã ban đầu chịu những thất bại trên biển, sau lại còn phải hồi phục cơ đồ quốc gia khỏi nỗi khiếp sợ về cuộc chiếm đóng phần lớn bán đảo Ý trong suốt 15 năm của Hannibal, tuy nhiên chuỗi chiến tranh này chấm dứt với sự sụp đổ hoàn toàn của Đế quốc Carthago và sự phá hủy tan nát cả thành phố Carthago theo lệnh của danh tướng La Mã là Scipio Aemilianus. Người La Mã kéo các tàu chiến của người Phoenician bên ngoài vào trong cảng và đốt chúng trước thành phố, và đi từ nhà này sang nhà khác, thu giữ, cưỡng bức và nô dịch của người dân. Năm mươi ngàn người Carthago đã bị bán làm nô lệ. Thành phố đã bị đốt cháy, và san bằng mặt đất, để lại tàn tích chỉ và đống đổ nát. Sau sự sụp đổ của Carthago, nước Cộng hòa La Mã sáp nhập phần lớn các thuộc địa của Carthago, bao gồm cả các địa điểm khác ở Bắc Phi như là Volubilis, Lixus, Chellah, và Mogador.

## Thời kì La Mã
Khi Carthage sụp đổ, đối thủ gần đó của nó, thành Utica, một đồng minh của La Mã, đã được biến thành thủ phủ của khu vực này và thay thế Carthage trở thành trung tâm thương mại Punic và lãnh đạo chính. Nó có vị trí thuận lợi nằm bên hồ Tunis và cửa sông của sông Majardah, con sông duy nhất ở Tunisia mà nước chảy quanh năm. Tuy nhiên, việc trồng trọt lương thực ở vùng núi Tunisia khiến cho một lượng lớn phù sa xói mòn xuống sông. Lượng bùn này đã tích lũy ở trong bến cảng cho đến khi nó làm cho bến cảng dần trở nên vô dụng, và Roma đã buộc phải xây dựng lại Carthago.
Vào năm 122 TCN, Gaius Gracchus đã thành lập một thuộc địa mà bản thân nó chỉ tồn tại trong một thời gian ngắn, nó được gọi là Colonia Iunonia, đặt theo tên Latin của nữ thần Punic, thần Tanit, Iuno caelestis. Mục đích là để có được đất canh tác dành cho những nông dân nghèo khó. Tuy vậy, viện nguyên lão bãi bỏ thuộc địa này một số thời gian sau đó, để làm suy yếu quyền lực của Gracchus.
Sau nỗ lực xấu số này một thành phố Carthago mới đã được xây dựng trên cùng vùng đất này bởi Julius Caesar trong thời gian giữa năm 49-44 trước Công nguyên, và vào thế kỷ 1 CN, nó đã phát triển trở thành thành phố lớn thứ hai ở nửa phía Tây của Đế chế La Mã, với một dân số ở lúc cao điểm lên đến 500.000 người [cần dẫn nguồn]. Nó trở thành thủ phủ của tỉnh châu Phi của La Mã, một trong những vựa lúa lớn của đế chế.

## Các vua Carthage
1. Nữ hoàng Elissa: 814 - 759 TCN
2. Hanno I: 580 – 556 TCN
3. Malchus: 556 – 550 TCN
4. Mago I: 550 – 530 TCN
5. Hasdrubal I: 530 – 510 TCN
6. Hamilcar I: 510 – 480 TCN
7. Hanno II 480–440 BC
8. Himilco I (in Sicily) 460–410 BC
9. Hannibal I 440–406 BC
10. Himilco II 406–396 BC
11. Mago II 396–375 BC
12. Mago III 375–344 BC
13. Hanno III 344–340 BC
14. Hanno the Great 340–337 BC
15. Gisco 337–330 BC
16. Hamilcar II 330–309 BC
17. Bomilcar 309–308 BC

### Tôn giáo
- Polybius[16]
- Hannibal's Campaigns. Tony Bath. New York, NY: Barnes & Noble Books, 1981.
- La vie quotidienne à Carthage au temps d'Hannibal. Gilbert et Colette Charles-Picard. Paris: Hachette, 1958.
- La légende de Carthage. Azedine Beschaouch. Paris: Gallimard, 1993.
- Carthage: Uncovering the Mysteries and Splendors of Ancient Tunisia. David Soren, Aicha Ben Abed Ben Kader, Heidi Slim. New York: Simon and Schuster, 1990.
- The Phoenicians and the West: Politics, colonies and trade. Maria Eugenia Aubet. Cambridge: Cambridge University Press, 1987.
- Itineraria Phoenicia.Edward Lipinski. Leuven: Uitgeverij Peeters en Department Oosterse Studies, 2004. "Aeneid" Virgil

### Hải quân
- Polybius. Ancient History Sourcebook: Polybius (c 200–118 TCN): Rome at the End of the Punic Wars History Lưu trữ ngày 5 tháng 2 năm 2007 tại Wayback Machine, Book 6.